# Тарапыгин, Пётр Петрович
Пётр Петрович Тарапыгин (16 (3) июня 1911 г., Самара, Российская Империя — 10 июля 1992 г., Мытищи (81 год), Россия) — инженер-гидролог. В период Великой Отечественной войны — лейтенант, командир стрелковой роты.

## Биография
Семья 
Отец: Пётр Иванович Тарапыгин (1879 г. — 1920 г.) полковник Русской Императорской армии, из потомственных дворян Харьковской губернии, сын Статского советника, преподавателя Нижегородского графа Аракчеева кадетского корпуса. Участник Русско-Японской войны, Русско-Германской войны и Белого движения на востоке.
Мать: Анна Андреевна Тарапыгина (урождённая Невская, 1876 г. — 1932 г.)
Брат: Георгий Иванович Тарапыгин (1915 г. — 1996 г.)
Жена:  Ольга Николаевна Тарапыгина (урождённая Форер, 1924 г. — 2008 г.)
Дети:
1. Ирина Васильева (от первого брака 1948 г.р.),
2. Михаил Тарапыгин (1956 г.р.), архитектор, член Союза архитекторов России, художник-график, член Союза Художников России, Московского Союза Художников.

### Начальный период
Семья Тарапыгиных проживала в Самаре в собственном деревянном доме под номером 182 по Садовой улице. Весь участок этого квартала был уничтожен для строительства здания филиала Центрального музея В. И. Ленина в 1981 году.
Крестили мальчика в Кафедральном соборе города Самары. К середине 1932 года собор был уничтожен. С августа 1914 года он больше не видел своего отца, который в составе своего 189 пехотного Измаильского полка ушёл на фронт Первой Мировой войны.
В 1918 году вместе с отступающими частями Белой Армии, в которой воевал его отец на Восточном фронте, семья эвакуировалась из Самары на восток, в город Барнаул.

### Начало пути
После окончания средней школы в г. Барнауле для материального поддержания семьи в 19 лет вместе с экспедицией изыскателей Пётр Тарапыгин уехал в Казахстан. Руководил экспедицией его дядя Леонид Николаевич Рыжков. С сентября 1930 года он работал на Балхаш-Нурийском гидрологическом участке техником-гидрологом. С июня 1932 года работает начальником Комплексно-Изыскательской партии № 9 Мосгидепа. В 1933 году был назначен начальником Акмолинского гидрологического участка в г. Петропавловске, в северном Казахстане.
В 1934 г. он приехал в Ленинград и поступил на учёбу в Ленинградский Гидро-Метеорологический техникум, на гидрологический факультет (Съезжинская ул., д. 15). Проживал в г. Лигово (с 1918 г. Урицк). Окончил техникум в апреле 1940 года. По его окончании он был приглашён на преподавательскую работу. Преподавал в техникуме с 25 апреля 1940 года по 15 июля 1941 года.

### Репрессирован
Будучи студентом техникума был арестован по доносу однокурсника. Находился под следствием во внутренней тюрьме НКВД «Кресты» с февраля 1937 года. Был выпущен в феврале 1939 года, в связи со сменой наркомов внутренних дел СССР в январе 1939 года, в ряду нескольких десятков тысяч человек.

### Великая Отечественная война

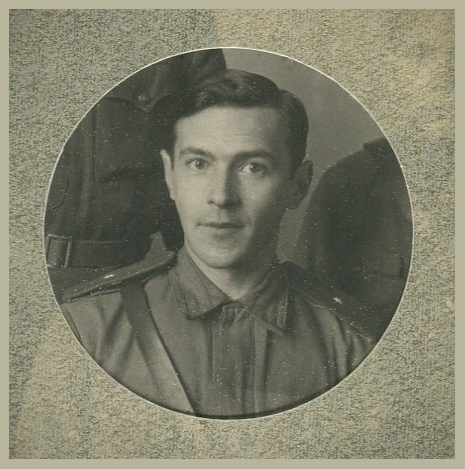
Тарапыгин П. П. 1943 г.

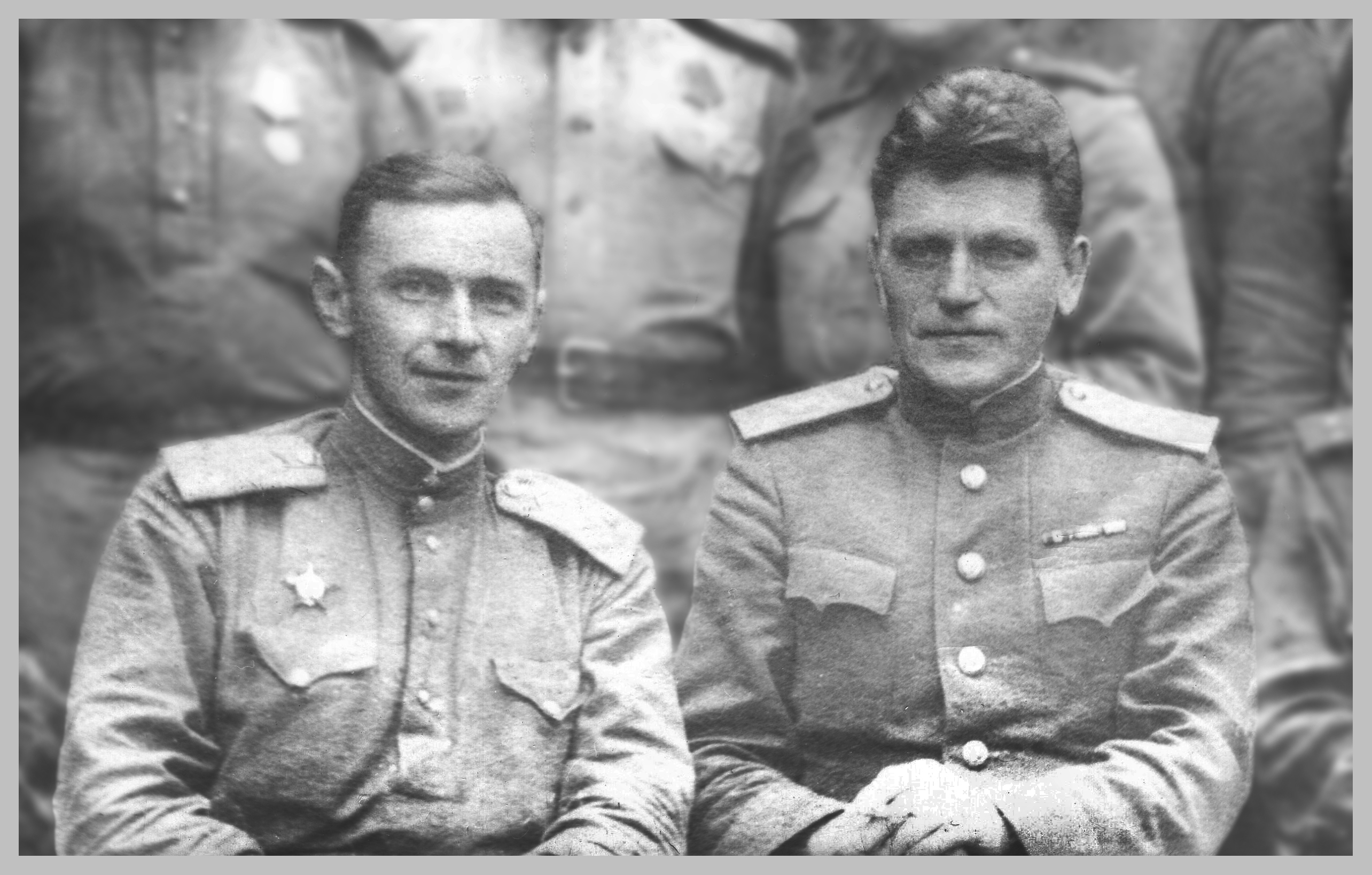
С генералом А.К. Кондратьевым

Днём 22 июня 1941 года во время проведения практических занятий со студентами техникума в деревне Девяткино в пригороде Ленинграда Пётр Петрович узнал о начале войны с Германией. Имея преподавательскую бронь, подал заявление о зачислении его добровольцем в Красную армию.
Призван в РККА 15 июля 1941 года во второй стрелковый полк, 3-й Ленинградской стрелковой дивизии Народного Ополчения.
18 августа 1941 года получил ранение в живот и тяжёлую общую контузию. Был направлен на излечение в эвакогоспиталь на Охте на два месяца.
С октября 1941 года — писарь, а с января 1942 года — зав. делопроизводством в 125-й стрелковой дивизии 55-й армии Ленинградского фронта.
С мая 1943 года проходил обучение на пулемётно-миномётных курсах младших лейтенантов 54-й армии Ленинградского фронта.
С января 1944 года был назначен адъютантом начальника штаба 42 армии Ленинградского фронта к генерал-майору Кондратьеву, Александру Кондратьевичу, о котором очень тепло вспоминал, отличая его от своей среды выдержкой и природной интеллигентностью.

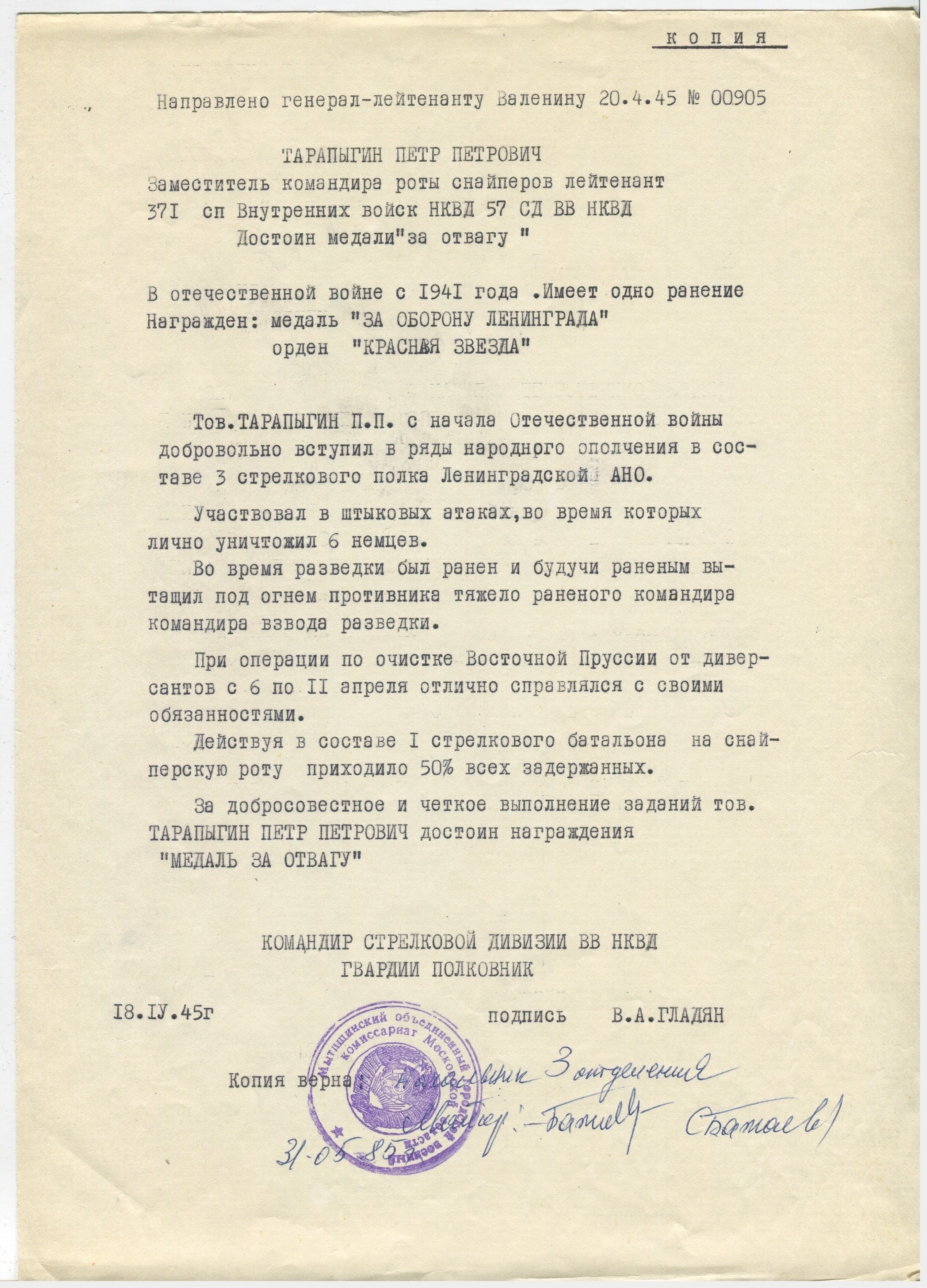
Фото документа о представлении к награде

С марта 1944 года — Офицер связи командования штаба 42 армии Ленинградского фронта.
С июля 1944 года — адъютант начальника штаба 54 армии 3-й Прибалтийского фронта.
С января 1945 года помощник начальника 1-го отдела 57-й стрелковой дивизии ВВ НКВД.
С ноября 1945 года командир стрелковой роты 37-го стрелкового полка, 57 стрелковой дивизии ВВ НКВД. Лейтенант.
Войну закончил в Восточной Пруссии в Растенбурге (сейчас Кентшин, территория Польши)
Демобилизован 26 декабря 1945 г.

### После войны
Работал в Гидроэнергопроекте (потом Гидропроект) с 15 февраля 1946 года по 31 октября 1977 года в отделе изысканий. С 1950 по 1953 год руководил гидрологическими изысканиями для строительства Павловской ГЭС. Был куратором Среднеазиатского и Куйбышевского филиала института. Работал за рубежом в Монголии и Африке. С 1978 года по 1988 год продолжал работать в Центральной экспедиции Гидропроекта преподавателем Организовал курсы техников-гидрометров в городе Городце, Горьковской области, был главным преподавателем. Пётр Петрович читал курс лекций по гидрометрии, проводил практику на реке Узола. Подготовил около 200 гидрологов. Ушёл на пенсию с должности руководителя группы. Есть тёплые воспоминания о нём его учеников.
Всю жизнь писал стихи, рисовал. В молодости в Барнауле был членом молодёжной ассоциации поэтов. В 80-е годы был членом Литературного объединения им. Кедрина в Мытищах. Печатался в местной газете.
Погиб 10 июля 1992 года в Мытищах, сбитый машиной, управляемой пьяным водителем, на пешеходном переходе во время ежедневной прогулки. Похоронен на Перловском кладбище в семейном захоронении.

## Награды
- Орден Красной звезды
- Орден Отечественной Войны 2-й степени
- Медаль за оборону Ленинграда
- Медаль за взятие Кенигсберга
- Медаль за победу над Германией в Великой Отечественной войне
- Медаль Ветеран труда